# Novendra Priasmoro
Novendra Priasmoro est un joueur d'échecs indonésien né le 24 novembre 1999, grand maître international depuis 2020.
Au 1er octobre 2023, il est le numéro un indonésien avec un classement Elo de 2 483 points.

## Biographie et carrière
Grand maître international depuis 2020, Priasmoro remporta en :
- le tournoi de MI JAPFA à Jakarta en 2017 ;
- le championnat d'Indonésie d'échecs en 2017[3] ;
- le championnat d'Asie de l'Est junior en 2017[4] ;
- l'open IBCC de Bangkok en 2018[5],[6] ;
- le championnat d'Asie junior 2018 (devant Nodirbek Yakubboev)[7] ;
- le 16e Open de Malaise à Kuala Lumpur en août 2019, grâce à un meilleur départage[8] ;
- le 17e Open de Malaise à Kuala Lumpur en septembre 2022[9] ;
- l'open de Penang en Malaisie en décembre 2022 grâce à un meilleur départage[10] ;
- l"open de Johor en juillet 2023 avec un point d'avance[11] ;
- le tournoi du jubilé (100 ans) du club d'échecs d'Ottakring à Vienne en Autriche en août-septembre 2023 grâce à un meilleur départage[12].

Megaranto représenta l'Indonésie lors des olympiades de 2014 (4/8 au quatrième échiquier), 2018 (5,5/10 au premier échiquier) et 2022 (6/10 au deuxième échiquier), ainsi que lors des olympiades en ligne de 2020 et 2021.